# 倍里珠

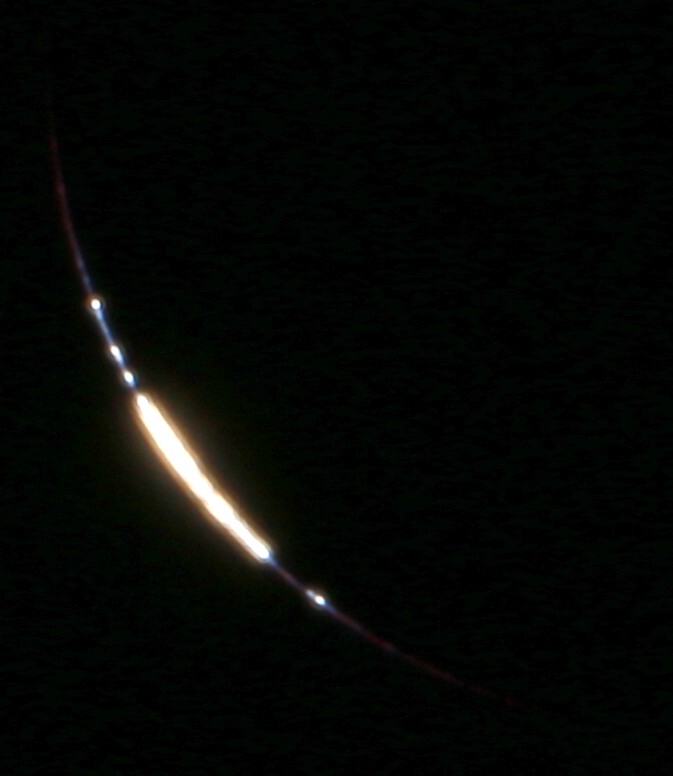
2017年日全食前四秒所拍攝的倍里珠

倍里珠（英語：Baily's beads，又譯貝里珠）是日食（特別是全食與環食）會出現的一種現象。當月球“掠過”太陽時，崎嶇的月球邊緣的地形讓陽光在某些地方通過，其他地方卻不行。這個名稱是為了紀念在1836年第一次注意與發現這種現象，並給了正確解釋的英國天文學家弗朗西斯·貝利。

### 鑽石環

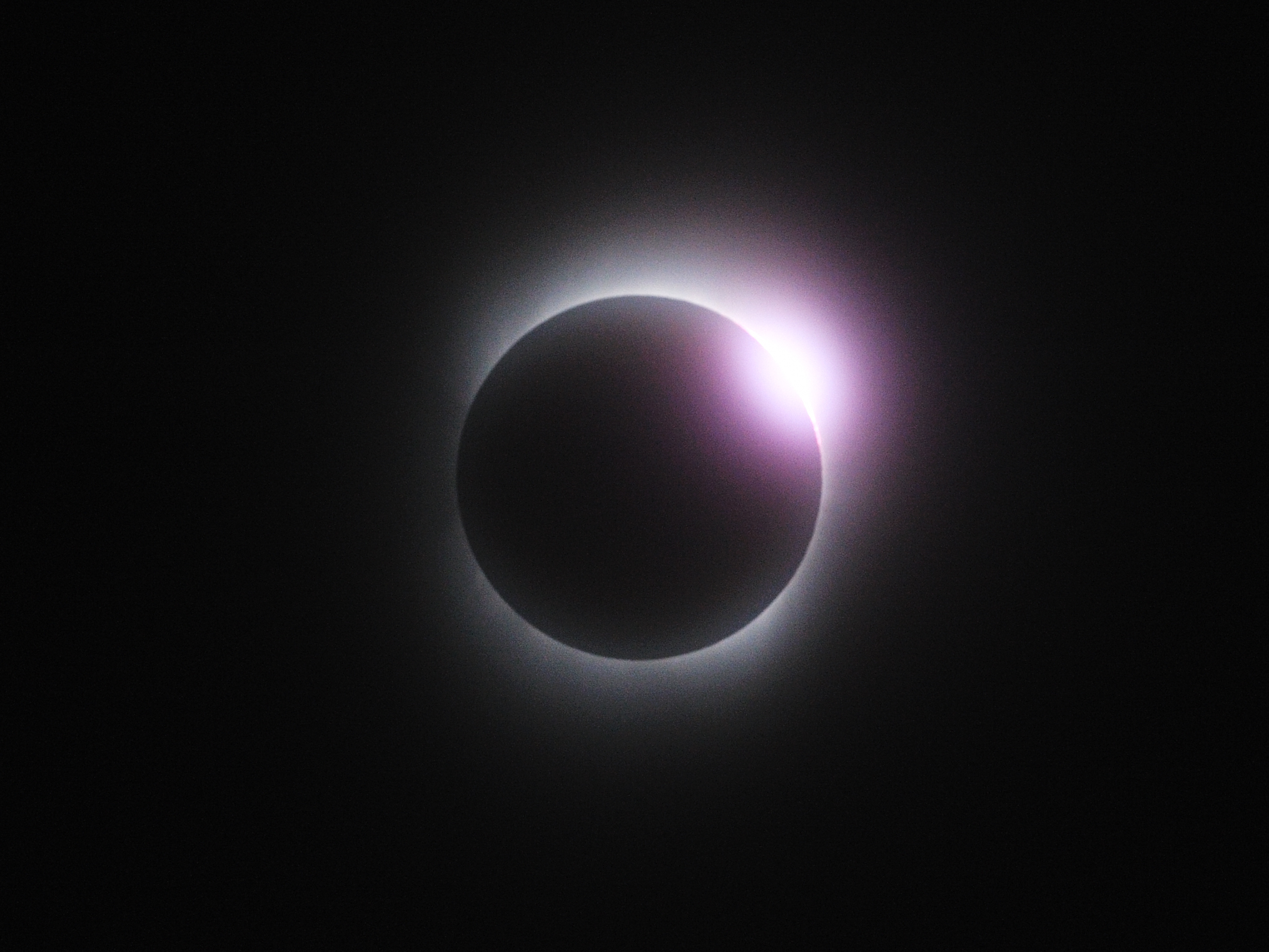
2009年7月日本喜界島的日全食，圖中可見到鑽石環

當圍繞着月球剪影的明亮圓環中只留下唯一的一顆倍里珠時，便會透射出如鑽石般的光芒，一般觀賞者都會稱之為鑽石環。
月球地形因存在著山脈、隕坑、峽谷和其它的地形特徵，有相當大的地形起伏（離隙）。從觀測月掩星的掠掩，已經準確知道月球邊緣不規則的輪廓（從遠處看見的月球“邊緣”），因此天文學家已經可以知道在日全食（或環食）的時候，那些高山峻嶺和山谷會導致倍里珠的出現。雖然，在日全食路徑的中心線倍里珠只會短暫的出現幾秒鐘，但在全食帶的本影邊緣附近，持續的時間可以長達1至2分鐘。而鑽石環（diamond ring）則是最經典的一幕，是在圍繞著月球剪影的明亮圓環中，所留下最亮的一顆倍里珠所形成。
觀看倍里珠和鑽石環若沒有保護眼睛的適當裝置和措施是不安全的，因為在這兩種現象出現時，光球仍然是看得見的。

## 大众影响
科斯马斯·达米安·阿萨姆可能是最早描繪日全食和鑽石環的寫實畫家。他的畫作完成於1735年。
2007年，美国NBC开播的科幻電視剧《英雄》就是以倍里珠的現象做為開場画面。
1995年，美国UPN开播的科幻电视剧《星艦奇航記：重返地球》以鑽石環的現象做為開場画面。不过那是在一個虛構的太陽系外行星，從太空中看見的。

## 外部連結
- . Exploratorium. 2009-06-22  [2011-02-21]. （原始内容存档于2012-12-02）.
- Joseph B. Gurman. . Goddard Space Flight Center. 2005-04-14  [2015-10-07]. （原始内容存档于2020-09-23）.
- Report on the Total Solar Eclipse of 1998 February 26.
- Baily's Beads visible in an eclipse of a light source by the Apple logo.
- 科学空间：NASA的日食高清图片[永久] 苏剑林